# Иманярство
Иманярството е дейност, извършвана от физически лица („иманяри“), изразяваща се в нерегламнтираното издирване на археологически предмети. Обикновено издирването става с помощта на технически средства, най-често металдетектори и земекопна техника.

## Правен статут
Термините „иманярство“, „иманяр“ и „търсач“ не са правно регламентирани. В Наказателния кодекс на България се преследват нерегламентираните проучвания, тоест тези, които противоречат на Наредбата за реда на извършване на теренни проучвания, издадена от Министерство на културата.

В чл. 277 алинея 1 от Закона за културното наследство на България, считано от 2009 г. гласи:
| „ | Който без съответно разрешение търси археологически обекти, се наказва с лишаване от свобода до пет години. | “ |

Използването на регистрирано оборудване (металдетектор) не прави издирването на археологически ценности законно, ако издирването се извършва на територията на регистрирани археологически обекти.

## Причини и размер
Причините за иманярството не са комплексно изследвани, но сред тях са високата безработица, бедността, криминогенната обстановка в страната и недостатъчното противодействие от страна на органите на реда, както и желанието (хоби) за издирване на загубени вещи и предмети.
Липсва публична статистика за размера на иманярството в България.

## Структура на иманярството в България
Най-общо съществуват няколко типа иманяри:
- т.нар. „малджии“, които търсят легендарни съкровища, като това на Вълчан войвода и поп Мартин, на цар Иван Шишман и др.;
- инцидентно действащи опортюнисти;
- самостоятелно действащи иманяри – неорганизирани в групи, системно занимаващи се с издирвателска дейност;
- иманярски групи – състоят се от няколко души копачи, ръководени от лице, свързано с местни прекупвачи (дилъри). Обикновено работят в ограничен гееографски периметър.

Понякога иманярите се насочват към съществуващи археологически обекти или черпят информация за потенциални такива от исторически книги, медии, местни слухове или сведения от музейни работници и археолози.

## Противодействие на незаконното иманярство
Противодействието на незаконните археологически разкопки и трафика с културни ценности е в ресора на Главна дирекция Криминална полиция в МВР, а когато става въпрос за организирана престъпна група - в ресора на ГДБОП. Често двете служби действат съвместно.